# Румунија на Европском првенству у атлетици на отвореном 2014.
Румунија је учествовала на Европском првенству у атлетици на отвореном 2014. одржаном у Цириху од 12. до 17. августа. Ово је двадесето европско првенство у атлетици на отвореном на коме је Румунија учествовала. Репрезентацију Румуније представљало је 23 спортиста (9 мушкараца и 14 жена) који су се такмичили у 15 дисциплина (7 мушких и 11 женских).
На овом првенству Румунија није освојила ниједну медаљу. Оборен је један лични рекорд, остварен је један најбољи национални резултат сезоне и 4 најбоља лична резултата сезоне. У табели успешности према броју и пласману такмичара који су учествовали у финалним такмичењима (првих 8 такмичара) Румунија је са 7 учесника у финалу заузела 25. место са 16 бодова.
| Пл. | Земља    | 1. место | 2. место | 3. место | 4. место | 5. место | 6. место | 7. место | 8. место | Бр. фин. | Бодови |
| --- | -------- | -------- | -------- | -------- | -------- | -------- | -------- | -------- | -------- | -------- | ------ |
| 25. | Румунија | -        | -        | -        | -        | 1-4      | 1-3      | 3-6      | 2-2      | 7        | 15     |

## Учесници
| Мушкарци: - Каталин Кимпеану — 100 м, 4 х 100 м - Маријус Јонеску — Маратон - Stefan Alexandru Codreanu — 4 х 100 м - Doru Teofilescu — 4 х 100 м - Alexandru Terpezan — 4 х 100 м - Marius Cocioran — 50 км ходање - Михај Донисан — Скок увис - Маријан Опреа — Троскок - Андреј Гаг — Бацање кугле | Жене: - Андреја Оргазеану — 100 м, 200 м - Бјанка Разор — 400 м, 4 х 400 м - Аделина Пастор — 400 м, 4 х 400 м - Михаела Нуну — 800 м, 4 х 400 м - Мирела Лавриц — 800 м - Флорина Пјердевара — 800 м - Ангела Морошану — 400 м препоне, 4 х 400 м - Кристина Касандра — 3.000 м препреке - Данијела Станчу — Скок увис - Алина Ротару — Скок удаљ - Корнелија Дејак — Скок удаљ - Кристина Бујин — Троскок - Кристина Санду — Троскок - Бјанка Перије — Бацање кладива |  |

## Резултати

### Мушкарци
| Атлетичар                 | Дисциплина   | Лични рекорд | Квалификације  | Квалификације | Полуфинале           | Полуфинале  | Финале                | Финале            | Детаљи |
| Атлетичар                 | Дисциплина   | Лични рекорд | Резултат       | Место         | Резултат             | Место       | Резултат              | Место             | Детаљи |
| ------------------------- | ------------ | ------------ | -------------- | ------------- | -------------------- | ----------- | --------------------- | ----------------- | ------ |
| Catalin Cimpeanu          | 100 м        | 10,28        | 10,34 КВ, =ЛРС | 3. у гр. 2    | 10,29 КВ, ЛРС        | 2. у гр. 1  | 10,44                 | 7 / 36 (37)       |        |
| Маријус Јонеску           | Маратон      | 2:13:33      |                |               |                      |             | Није завршио трку     | Није завршио трку |        |
| Stefan Alexandru Codreanu | 4 х 100 м    | 39,47 НР     | 39,67 НРС      | 6. у гр. 2    |                      |             | Нису се квалификовали | 13 / 15 (16)      |        |
| Doru Teofilescu           | 4 х 100 м    | 39,47 НР     | 39,67 НРС      | 6. у гр. 2    |                      |             | Нису се квалификовали | 13 / 15 (16)      |        |
| Alexandru Terpezan        | 4 х 100 м    | 39,47 НР     | 39,67 НРС      | 6. у гр. 2    |                      |             | Нису се квалификовали | 13 / 15 (16)      |        |
| Каталин Кимпеану²         | 4 х 100 м    | 39,47 НР     | 39,67 НРС      | 6. у гр. 2    |                      |             | Нису се квалификовали | 13 / 15 (16)      |        |
| Marius Cocioran           | 50 км ходање | 3:57:52      |                |               |                      |             | 4:03:25               | 23 / 26 (35)      |        |
| Михај Донисан             | Скок увис    | 2,32         | 2,23 кв        | 2. у гр. А    |                      |             | 2,21                  | 13 / 23           |        |
| Маријан Опреа             | Троскок      | 17,81 НР     | 16,57 кв       | 4. у гр. А    | 16,94 ЛР             | 5 / 21 (23) |                       |                   |        |
| Андреј Гаг                | Бацање кугле | 19,64        | 19,18          | 9. у гр. Б    | Није се квалификовао | 20 / 23     |                       |                   |        |

- Такмичар у штафети обележен бројем трчао је и у појединачним дисциплинама.

### Жене
| Атлетичарка        | Дисциплина       | Лични рекорд | Квалификације | Квалификације | Полуфинале            | Полуфинале            | Финале                | Финале                | Детаљи |
| Атлетичарка        | Дисциплина       | Лични рекорд | Резултат      | Место         | Резултат              | Место                 | Резултат              | Место                 | Детаљи |
| ------------------ | ---------------- | ------------ | ------------- | ------------- | --------------------- | --------------------- | --------------------- | --------------------- | ------ |
| Андреја Оргазеану  | 100 м            | 11,31        | 11,45 КВ      | 2. у гр. 1    | 11,44                 | 3. у гр. 1            | Није се квалификовала | 13 / 36 (37)          |        |
| Андреја Оргазеану  | 200 м            | 22,91        | 23,64 КВ      | 4. у гр. 3    | Није стартовала       | Није стартовала       | Није се квалификовала | Није се квалификовала |        |
| Бјанка Разор       | 400 м            | 51,49        | 51,77 КВ, ЛРС | 2. у гр. 1    | 52,22 кв              | 5. у гр. 2            | 51.95                 | 6 / 29                |        |
| Аделина Пастор     | 400 м            | 52,44        | 53,30         | 5. у гр. 3    | Нису се квалификовале | Нису се квалификовале | Нису се квалификовале | 20 / 29               |        |
| Михаела Нуну       | 800 м            | 2:02,57      | 2:03,27       | 6. у гр. 2    | Нису се квалификовале | Нису се квалификовале | Нису се квалификовале | 17 / 29 (30)          |        |
| Мирела Лавриц      | 800 м            | 1:59,74      | 2:04,06 КВ    | 3. у гр. 3    | 2:01,24 кв, ЛРС       | 4. у гр. 1            | 2:09,25               | 8 / 29 (30)           |        |
| Флорина Пјердевара | 800 м            | 2:02,53      | 2:03,99       | 6. у гр. 4    | Нису се квалификовале | Нису се квалификовале | Нису се квалификовале | 18 / 29 (30)          |        |
| Ангела Морошану    | 400 м препоне    | 53,85        | 58,11         | 6. у гр. 1    | Нису се квалификовале | Нису се квалификовале | Нису се квалификовале | 20 / 24 (26)          |        |
| Кристина Касандра  | 3.000 м препреке | 9:16,85 НР   | 10:00,48 кв   | 8. у гр. 1    |                       |                       | 9:55,42               | 12 / 21 (22)          |        |
| Аделина Пастор²    | 4 х 400 м        | 3:25,68 НР   | 3:33,84       | 5. у гр. 1    | Нису се квалификовале | 9 / 16                |                       |                       |        |
| Михаела Нуну²      | 4 х 400 м        | 3:25,68 НР   | 3:33,84       | 5. у гр. 1    | Нису се квалификовале | 9 / 16                |                       |                       |        |
| Ангела Морошану²   | 4 х 400 м        | 3:25,68 НР   | 3:33,84       | 5. у гр. 1    | Нису се квалификовале | 9 / 16                |                       |                       |        |
| Бјенка Разор²      | 4 х 400 м        | 3:25,68 НР   | 3:33,84       | 5. у гр. 1    | Нису се квалификовале | 9 / 16                |                       |                       |        |
| Данијела Станчу    | Скок увис        | 1,93         | 1,85 кв       | 7. у гр. Б    | 1,94                  | 8 / 22 (23)           |                       |                       |        |
| Алина Ротару       | Скок удаљ        | 6,74         | 6,65 КВ       | 3. у гр. А    | 6,55                  | 7 / 27 (28)           |                       |                       |        |
| Корнелија Дејак    | Скок удаљ        | 6,70         | 6,23          | 9. у гр. Б    | Нису се квалификовале | 18 / 27 (28)          |                       |                       |        |
| Кристина Бујин     | Троскок          | 14,42        | 13,61         | 7. у гр. А    | Нису се квалификовале | 14 / 23               |                       |                       |        |
| Кристина Санду     | Троскок          | 13,99        | 13,67 кв      | 7. у гр. Б    | 13,58                 | 12 / 23               |                       |                       |        |
| Бјанка Перије      | Бацање кладива   | 73,52        | 67,82 кв      | 5. у гр. А    | 69,26                 | 7 / 22 (25)           |                       |                       |        |

- Такмичарке у штафети обележене бројем трчале су и у појединачним дисциплинама.